# Boronia inflexa
Boronia inflexa är en vinruteväxtart. Boronia inflexa ingår i släktet Boronia och familjen vinruteväxter.

## Underarter
Arten delas in i följande underarter:
- B. i. grandiflora
- B. i. inflexa
- B. i. montiazurea
- B. i. torringtonensis